# Liga Femenina Challenge 2024-25
La Liga Femenina Challenge 2024-25 fue la cuarta edición de la segunda máxima competición de clubs femeninos de baloncesto en España, reemplazando hace tres temporadas a la Liga Femenina 2 que paso al tercer escalafón. Comenzó el 28 de septiembre de 2024 con la primera jornada de la liga regular y terminó el 18 de mayo de 2025 en la final de la Final Four.
Desde la creación de la Liga Femenina Challenge la temporada 2021-22,  es la primera vez en la historia con tres Ligas Femeninas FEB de ámbito nacional. Además, la pirámide de competiciones de clubes femeninos ha quedado equiparada a la de los masculinos.

## Sistema competición
Se mantuvo el mismo sistema inaugural de temporadas anteriores, la Liga Femenina Challenge se disputó bajo un único grupo de competición en el que sus 16 equipos se enfrentaron en una Liga Regular a ida/vuelta, con un total de 30 jornadas.
Plazas de ascenso: A la conclusión de la Liga Regular (J.30), el equipo que logró conquistar la primera plaza, ascendió de manera directa a la Liga Femenina. Los equipos clasificados entre la segunda y la novena plaza accedieron a unos Playoffs en los que se puso en juego la segunda de ellas. Para ello, sus participantes disputaron una ronda de cuartos de final en formato ida/vuelta y tras la que, sus cuatro vencedores, se midieron en una Final Four en sede única (semifinales + final).
Plazas de descenso: Al término de la Liga Regular (J.30), los dos últimos clasificados de la competición (15.º y 16.º) descendieron a la Liga Femenina 2 de cara a la temporada 2025/26.

## Clubs participantes
Esta cuarta temporada, los 16 equipos de la LF Challenge fueron los siguientes, un equipo descendido de la  Liga Femenina 23-24, 11 equipos de la temporada  anterior 23-24,  junto a 4 equipos ascendidos de la LF2 23-24:
| Equipo                                  | Ciudad                     | Pabellón                                   |
| --------------------------------------- | -------------------------- | ------------------------------------------ |
| Barça CBS                               | Sant Feliu de Llobregat    | Ciutat Esportiva Joan Gamper               |
| CAB Estepona Jardín de la Costa del Sol | Estepona                   | Pabellón José Antonio Pineda               |
| Recoletas Zamora                        | Zamora                     | Pabellón Municipal Ángel Nieto             |
| La Cordá de Paterna NB                  | Paterna                    | Pabellón Municipal Paterna                 |
| Innova-TSN Leganés                      | Leganés                    | Pabellón Deportivo Europa                  |
| Alter Enersun Al-Qázeres Extremadura    | Cáceres                    | Pabellón Multiusos Ciudad de Cáceres       |
| Azul Marino Mallorca Palma              | Palma                      | Palau Municipal d'Esports Son Moix         |
| Sernova Renovables Real Canoe           | Madrid                     | Polideportivo Real Canoe NC                |
| Melilla Ciudad del Deporte La Salle     | Melilla                    | Pabellón Guillermo García Pezzi            |
| Vega Lagunera Toyota Adareva Tenerife   | San Cristóbal de la Laguna | Pabellón Islas Canarias                    |
| Unicaja Mijas                           | Málaga                     | Pabellón José María Martín Urbano          |
| Lima-Horta Barcelona                    | Barcelona                  | Pavelló Virolai                            |
| Domusa Teknik ISB                       | Azcoitia                   | Polideportivo de Azcoitia                  |
| Fustecma NBF Castelló                   | Castellón de la Plana      | Pabellón Municipal Grapa                   |
| CB Arxil                                | Pontevedra                 | Pabellón del CGTD (Estadio de la Juventud) |
| Horbisa Spirit Greenkw Barakaldo        | Baracaldo                  | Polideportivo Lasesarre                    |

(  Ascensos/Descensos de la temporada anterior 2023-24)

## Liga Regular

### Clasificación
| | Equipo                                  | Puntos | J  | G  | P  | PF   | PC   | DP   |
| --- | --------------------------------------- | ------ | -- | -- | -- | ---- | ---- | ---- |
| 1 | Innova-TSN Leganés                      | 56     | 30 | 26 | 4  | 2081 | 1662 | 419  |
| 2 | CAB Estepona Jardín de la Costa del Sol | 55     | 30 | 25 | 5  | 2176 | 1787 | 389  |
| 3 | Unicaja Mijas                           | 52     | 30 | 22 | 8  | 2242 | 1997 | 245  |
| 4 | Recoletas Zamora                        | 51     | 30 | 21 | 9  | 2187 | 1927 | 260  |
| 5 | Melilla Ciudad del Deporte La Salle     | 50     | 30 | 20 | 10 | 2068 | 1971 | 97   |
| 6 | Azul Marino Mallorca Palma              | 50     | 30 | 20 | 10 | 2065 | 1732 | 333  |
| 7 | Domusa Teknik ISB                       | 48     | 30 | 18 | 12 | 1983 | 1998 | -15  |
| 8 | Vega Lagunera Toyota Adareva Tenerife   | 46     | 30 | 16 | 14 | 1986 | 1915 | 71   |
| 9 | La Cordá de Paterna NB                  | 45     | 30 | 15 | 15 | 1874 | 2050 | -176 |
| 10 | Alter Enersun Al-Qázeres Extremadura    | 42     | 30 | 12 | 18 | 1835 | 1912 | -77  |
| 11 | Sernova Renovables Real Canoe           | 41     | 30 | 11 | 19 | 1886 | 2050 | -164 |
| 12 | Barça CBS                               | 39     | 30 | 9  | 21 | 1883 | 2072 | -189 |
| 13 | Lima-Horta Barcelona                    | 39     | 30 | 9  | 21 | 1785 | 2081 | -296 |
| 14 | Fustecma NBF Castelló                   | 38     | 30 | 8  | 22 | 1883 | 2082 | -199 |
| 15 | Horbisa Spirit Greenkw Barakaldo        | 37     | 30 | 7  | 23 | 1715 | 2055 | -340 |
| 16 | CB Arxil                                | 31     | 30 | 1  | 29 | 1879 | 2237 | -358 |
| Fuente: Federación Española de Baloncesto: Clasificación de la Liga Femenina Challenge; actualización automática |                                         |        |    |    |    |      |      |      |

### Resultados
| Local \ Visitante            | ALQ   | AZU   | BAR   | EST    | ARX   | ISB    | NBF   | HSG   | TSN   | PAT    | LHB   | MEL   | ZAM   | RCN   | UNI   | ADA   |
| ---------------------------- | ----- | ----- | ----- | ------ | ----- | ------ | ----- | ----- | ----- | ------ | ----- | ----- | ----- | ----- | ----- | ----- |
| Alter Enerun Al-Qázeres      | —     | 55–76 | 68–66 | 54–65  | 68–50 | 71–62  | 65–54 | 72–61 | 50–67 | 70–72  | 66–59 | 40–57 | 61–64 | 62–73 | 75–68 | 73–68 |
| Azul Marino Mallorca Palma   | 63–53 | —     | 76–39 | 77–47  | 63–53 | 75–58  | 79–74 | 80–43 | 67–69 | 69–48  | 68–35 | 57–64 | 76–65 | 81–53 | 62–64 | 59–56 |
| Barça CBS                    | 77–72 | 64–59 | —     | 52–82  | 75–64 | 54–67  | 59–53 | 77–44 | 63–62 | 56–68  | 75–61 | 61–72 | 57–76 | 47–57 | 57–71 | 63–84 |
| CAB Estepona                 | 71–36 | 62–46 | 76–49 | —      | 87–68 | 81–57  | 70–59 | 74–52 | 56–66 | 104–61 | 80–58 | 66–54 | 71–46 | 64–52 | 82–78 | 63–54 |
| CB Arxil                     | 63–79 | 51–63 | 66–81 | 60–83  | —     | 54–61  | 61–63 | 68–74 | 57–78 | 60–62  | 74–82 | 74–82 | 68–74 | 63–56 | 75–90 | 65–81 |
| Domusa Teknik ISB            | 65–60 | 53–73 | 68–61 | 70–54  | 76–55 | —      | 72–77 | 69–58 | 61–73 | 78–75  | 71–56 | 65–54 | 84–72 | 66–58 | 78–73 | 64–70 |
| Fustecma NBF Castelló        | 39–73 | 63–64 | 80–65 | 58–100 | 84–64 | 62–72  | —     | 69–54 | 63–67 | 58–61  | 67–53 | 81–85 | 56–84 | 57–60 | 54–64 | 72–61 |
| Horbisa Greenkw Barakaldo    | 61–52 | 45–77 | 77–57 | 68–74  | 78–62 | 64–70  | 51–62 | —     | 54–60 | 45–49  | 57–64 | 55–59 | 53–59 | 66–65 | 55–72 | 63–59 |
| Innova-TSN Leganés           | 74–41 | 72–67 | 63–53 | 64–60  | 73–57 | 81–59  | 74–50 | 91–41 | —     | 80–42  | 72–31 | 49–50 | 55–51 | 71–33 | 83–62 | 67–57 |
| La Cordá de Paterna          | 58–72 | 50–76 | 82–85 | 46–70  | 71–69 | 65–63  | 70–48 | 57–66 | 59–78 | —      | 50–54 | 56–66 | 71–77 | 79–76 | 68–54 | 64–63 |
| Lima-Horta Barcelona         | 25–64 | 40–69 | 63–53 | 64–82  | 68–56 | 55–70  | 89–86 | 76–60 | 46–60 | 50–63  | —     | 57–73 | 64–67 | 72–80 | 56–77 | 62–80 |
| Melilla Ciudad del Deporte   | 67–64 | 71–68 | 75–71 | 65–66  | 72–64 | 58–63  | 80–61 | 67–55 | 68–60 | 97–67  | 66–82 | —     | 67–69 | 59–71 | 68–72 | 80–73 |
| Recoletas Zamora             | 72–58 | 87–68 | 64–60 | 70–75  | 82–64 | 100–55 | 72–60 | 72–38 | 64–74 | 69–74  | 87–63 | 73–66 | —     | 86–68 | 77–89 | 90–42 |
| Renovables Real Canoe        | 65–51 | 61–76 | 65–59 | 59–82  | 74–70 | 61–65  | 56–52 | 82–68 | 62–65 | 59–69  | 65–70 | 86–87 | 51–82 | —     | 56–81 | 66–65 |
| Unicaja Mijas                | 79–57 | 71–69 | 78–72 | 87–70  | 65–53 | 92–72  | 78–63 | 81–50 | 80–69 | 68–71  | 79–68 | 93–75 | 72–73 | 78–63 | —     | 75–73 |
| Vega Lagunera Toyota Adareva | 71–53 | 66–62 | 79–75 | 57–59  | 92–71 | 56–49  | 79–58 | 79–59 | 58–64 | 70–46  | 64–62 | 52–64 | 67–63 | 57–53 | 53–51 | —     |

Rachas
- Racha de victorias más larga: +14 (Innova-TSN Leganés, J1-J14)
- Racha de derrotas más larga: -27 (CB Arxil, J3-J30).

## Playoffs
La fase final se celebró en Estepona, Málaga, los días 17 y 18 de mayo, en el Pabellón La Lobilla.  En ella, el equipo ganador ascendió a la máxima categoría del baloncesto femenino español, al que se sumó el Innova-TSN Leganés, ganador de la liga regular.
|  | Cuartos de final                      | Cuartos de final                      | Cuartos de final                      | Cuartos de final                      |    |    | Semifinal                     | Semifinal  | Semifinal  |  |   | Final                        | Final      | Final      |  |
|  | 3/4 de mayo (ida) 10 de mayo (vuelta) | 3/4 de mayo (ida) 10 de mayo (vuelta) | 3/4 de mayo (ida) 10 de mayo (vuelta) | 3/4 de mayo (ida) 10 de mayo (vuelta) |    |    | 17 de mayo                    | 17 de mayo | 17 de mayo |  |   | 18 de mayo                   | 18 de mayo | 18 de mayo |  |
|  |                                       |                                       |                                       |                                       |    |    |                               |            |            |  |   |                              |            |            |  |
|  |                                       |                                       |                                       |                                       |    |    |                               |            |            |  |   |                              |            |            |  |
|  | 9                                     | La Cordá de Paterna NB                | 73                                    | 42                                    |    |    |                               |            |            |  |   |                              |            |            |  |
|  | 9                                     | La Cordá de Paterna NB                | 73                                    | 42                                    |    |    |                               |            |            |  |   |                              |            |            |  |
|  | 2                                     | CAB Estepona J. Costa del Sol         | 82                                    | 94                                    |    |    |                               |            |            |  |   |                              |            |            |  |
|  | 2                                     | CAB Estepona J. Costa del Sol         | 82                                    | 94                                    |    | 2  | CAB Estepona J. Costa del Sol | 81         |            |  |   |                              |            |            |  |
|  |                                       |                                       |                                       |                                       |    | 2  | CAB Estepona J. Costa del Sol | 81         |            |  |   |                              |            |            |  |
|  |                                       |                                       | 6                                     | Azul Marino Mallorca Palma            | 72 |    |                               |            |            |  |   |                              |            |            |  |
|  | 6                                     | Azul Marino Mallorca Palma            | 6                                     | Azul Marino Mallorca Palma            | 72 | 68 | 63                            |            |            |  |   |                              |            |            |  |
|  | 6                                     | Azul Marino Mallorca Palma            |                                       |                                       |    |    |                               |            |            |  |   |                              |            |            |  |
|  | 5                                     | Melilla Cdad del Deporte La Salle     | 54                                    | 69                                    |    |    |                               |            |            |  |   |                              |            |            |  |
|  | 5                                     | Melilla Cdad del Deporte La Salle     | 54                                    | 69                                    |    |    |                               |            |            |  | 2 | CAB Estepona J.Costa del Sol | 89         |            |  |
|  |                                       |                                       |                                       |                                       |    |    |                               |            |            |  | 2 | CAB Estepona J.Costa del Sol | 89         |            |  |
|  |                                       |                                       | 3                                     | Unicaja Mijas                         | 69 |    |                               |            |            |  |   |                              |            |            |  |
|  | 8                                     | Vega Lagunera Adareva Tenerife        | 3                                     | Unicaja Mijas                         | 69 | 59 | 54                            |            |            |  |   |                              |            |            |  |
|  | 8                                     | Vega Lagunera Adareva Tenerife        |                                       |                                       |    |    |                               |            |            |  |   |                              |            |            |  |
|  | 3                                     | Unicaja Mijas                         | 54                                    | 88                                    |    |    |                               |            |            |  |   |                              |            |            |  |
|  | 3                                     | Unicaja Mijas                         | 54                                    | 88                                    |    | 3  | Unicaja Mijas                 | 77         |            |  |   |                              |            |            |  |
|  |                                       |                                       |                                       |                                       |    | 3  | Unicaja Mijas                 | 77         |            |  |   |                              |            |            |  |
|  |                                       |                                       | 4                                     | Recoletas Zamora                      | 65 |    |                               |            |            |  |   |                              |            |            |  |
|  | 7                                     | Domusa Teknik ISB                     | 4                                     | Recoletas Zamora                      | 65 | 59 | 43                            |            |            |  |   |                              |            |            |  |
|  | 7                                     | Domusa Teknik ISB                     |                                       |                                       |    |    |                               |            |            |  |   |                              |            |            |  |
|  | 4                                     | Recoletas Zamora                      | 62                                    | 73                                    |    |    |                               |            |            |  |   |                              |            |            |  |
|  | 4                                     | Recoletas Zamora                      | 62                                    | 73                                    |    |    |                               |            |            |  |   |                              |            |            |  |
|  |                                       |                                       |                                       |                                       |    |    |                               |            |            |  |   |                              |            |            |  |

### Cuartos de final
Ida
| 3 de mayo de 2024 | La Cordá de Paterna                                    | 73–82                                 | CAB Estepona JCS                                  | Paterna |  |
| 17:30             | Parciales: 21–22, 18–19, 14–19, 20–22                  | Parciales: 21–22, 18–19, 14–19, 20–22 | Parciales: 21–22, 18–19, 14–19, 20–22             | |  |
|                   | Estadísticas Sáez 23 Segura 9 tres jugadoras 4 Sáez 28 | Reporte Pts Reb Asts Val              | Estadísticas 22 Gea 10 Sherrill 4 Lawrence 29 Gea | Pabellón: Pabellón Municipal Paterna Asistencia: 52 espectadores Árbitros: Kunal A. Melwani Chugani Juan Antonio Expósito Ruf |  |

| 3 de mayo de 2024 | Vega Lagunera Adareva Tenerife                             | 59–54                                | Unicaja Mijas                                         | San Cristóbal de La Laguna                                                                                           |  |
| 20:00             | Parciales: 16–20, 14–8, 19–10, 10–16                       | Parciales: 16–20, 14–8, 19–10, 10–16 | Parciales: 16–20, 14–8, 19–10, 10–16                  | |  |
|                   | Estadísticas Stevanovic 23 Rivers 13 Luque 3 Stevanovic 28 | Reporte Pts Reb Asts Val             | Estadísticas 28 Herlihy 7 Herlihy 4 Ortega 31 Herlihy | Pabellón: Pabellón Islas Canarias Asistencia: 333 espectadores Árbitros: Pablo Mirantes Isabe Alexis Fuentes Magarzo |  |

| 3 de mayo de 2024 | Domusa Teknik ISB                                                               | 59–62                                 | Recoletas Zamora                                      | Azcoitia |  |
| 18:00             | Parciales: 19–16, 14–17, 11–14, 15–15                                           | Parciales: 19–16, 14–17, 11–14, 15–15 | Parciales: 19–16, 14–17, 11–14, 15–15                 | |  |
|                   | Estadísticas Molina-Prados 18 tres jugadoras 5 Molina-Prados 4 Molina-Prados 22 | Reporte Pts Reb Asts Val              | Estadísticas 18 Martín 11 Polleros 3 Castro 15 Martín | Pabellón: Polideportivo de Azcoitia Asistencia: 824 espectadores Árbitros: Óscar Navarro Campas José Sánchez Jiménez |  |

| 4 de mayo de 2024 | Azul Marino Mallorca Palma                       | 68–54                                | Melilla Ciudad del Deporte La Salle                     | Palma de Mallorca |  |
| 12:00             | Parciales: 22–12, 11–19, 14–9, 21–14             | Parciales: 22–12, 11–19, 14–9, 21–14 | Parciales: 22–12, 11–19, 14–9, 21–14                    | |  |
|                   | Estadísticas España 22 Capel 9 Aviñoa 6 Capel 27 | Reporte Pts Reb Asts Val             | Estadísticas 15 D'Urso 9 Davydova 3 Heriaud 17 Davydova | Pabellón: Poliesportiu Son Moix Asistencia: 316 espectadores Árbitros: Javier Villanueva Tena Jesús Fernández García |  |

Vuelta
| 10 de mayo de 2024 | CAB Estepona JCS                               | 94–42                               | La Cordá de Paterna                                      | Estepona |  |
| 18:00              | Parciales: 28–9, 22–13, 21–11, 23–9            | Parciales: 28–9, 22–13, 21–11, 23–9 | Parciales: 28–9, 22–13, 21–11, 23–9                      | |  |
|                    | Estadísticas Gea 20 Masía 9 Bourgarel 5 Gea 30 | Reporte Pts Reb Asts Val            | Estadísticas 11 Sáez 6 Broncano 2 tres jugadoras 10 Sáez | Pabellón: Pabellón José Antonio Pineda Asistencia: 189 espectadores Árbitros: Raúl Aguilera Mellado María Muñoz Herrera |  |

| 10 de mayo de 2024 | Unicaja Mijas                                           | 88–54                                 | Vega Lagunera Adareva Tenerife                     | Málaga |  |
| 17:30              | Parciales: 22–12, 19–14, 25–16, 22–12                   | Parciales: 22–12, 19–14, 25–16, 22–12 | Parciales: 22–12, 19–14, 25–16, 22–12              | |  |
|                    | Estadísticas Herlihy 22 Capellán 6 Herlihy 5 Herlihy 25 | Reporte Pts Reb Asts Val              | Estadísticas 13 Rivers 9 Rivers 2 Rivers 23 Rivers | Pabellón: Pabellón José María Martín Urbano Asistencia: 328 espectadores Árbitros: Cristian José García Rodríguez Pol Guadalajara Díaz |  |

| 10 de mayo de 2024 | Recoletas Zamora                                      | 73–43                                | Domusa Teknik ISB                                             | Zamora |  |
| 19:00              | Parciales: 19–11, 21–12, 15–4, 18–16                  | Parciales: 19–11, 21–12, 15–4, 18–16 | Parciales: 19–11, 21–12, 15–4, 18–16                          | |  |
|                    | Estadísticas Scott 17 Polleros 9 Hernández 3 Scott 22 | Reporte Pts Reb Asts Val             | Estadísticas 9 Leaupepe 6 Edwards 1 tres jugadoras 13 Edwards | Pabellón: Pabellón Municipal Ángel Nieto Asistencia: 599 espectadores Árbitros: Christian Ruiz Ramírez-Cruzado Óscar Navarro Campas |  |

| 10 de mayo de 2024 | Melilla Ciudad del Deporte La Salle                                             | 69–63                                 | Azul Marino Mallorca Palma                                | Melilla |  |
| 19:30              | Parciales: 19–15, 20–19, 17–18, 13–11                                           | Parciales: 19–15, 20–19, 17–18, 13–11 | Parciales: 19–15, 20–19, 17–18, 13–11                     | |  |
|                    | Estadísticas Cáceres, Sánchez 15 tres jugadoras 7 cuatro jugadoras 2 Cáceres 21 | Reporte Pts Reb Asts Val              | Estadísticas 17 Raković 11 Capel 8 Bettencourt 24 Raković | Pabellón: Pabellón Guillermo García Pezzi Asistencia: 500 espectadores Árbitros: Francisco Olmos Ochoa Elías Calvillo Rendón |  |

### Semifinales
| 17 de mayo de 2024 | CAB Estepona JCS                                           | 81–72                                 | Azul Marino Mallorca Palma                                  | Estepona |  |
| 17:30              | Parciales: 21–12, 15–24, 18–19, 27–17                      | Parciales: 21–12, 15–24, 18–19, 27–17 | Parciales: 21–12, 15–24, 18–19, 27–17                       | |  |
|                    | Estadísticas Lawrence 19 Sherrill 16 Vorphal 8 Sherrill 26 | Reporte Pts Reb Asts Val              | Estadísticas España 20 7 Capel 8 Bettencourt 17 Bettencourt | Pabellón: Pabellón La Lobilla Asistencia: 1015 espectadores Árbitros: Sara Peláez Santana Raúl Aguilera Mellado |  |

| 17 de mayo de 2024 | Unicaja Mijas                                                | 77–65                                 | Recoletas Zamora                                                       | Estepona |  |
| 19:45              | Parciales: 22–19, 16–16, 15–19, 24–11                        | Parciales: 22–19, 16–16, 15–19, 24–11 | Parciales: 22–19, 16–16, 15–19, 24–11                                  | |  |
|                    | Estadísticas Brianna Herlihy 22 García 10 Ortega 7 Ortega 21 | Reporte Pts Reb Asts Val              | Estadísticas 15 Polleros 6 tres jugadoras 4 Matías, Martín 17 Polleros | Pabellón: Pabellón La Lobilla Asistencia: 824 espectadores Árbitros: Alberto Lázaro Rodríguez Miguel Ángel Soto Medina |  |

### Final
| 18 de mayo de 2024 | CAB Estepona JCS                                           | 89–69                                  | Unicaja Mijas                                                                                           | Estepona |  |
| 17:30              | Parciales: 18–19, 25–13, 28–11, 18–'26                     | Parciales: 18–19, 25–13, 28–11, 18–'26 | Parciales: 18–19, 25–13, 28–11, 18–'26                                                                  | |  |
|                    | Estadísticas Sherrill 19 Sherrill 15 Vorphal 8 Sherrill 33 | Reporte Pts Reb Asts Val               | Estadísticas 19 Brianna Herlihy 6 Brianna Herlihy, Galerón 4 Brianna Herlihy, García 24 Brianna Herlihy | Pabellón: Pabellón La Lobilla Asistencia: 1150 espectadores Árbitros: Javier Villanueva Tena Laura Piñeiro Amondaray |  |

## Galardones

### Jugadora de la jornada
| Jornada | Jugadora              | Equipo                                      | Val. | Ref    |
| ------- | --------------------- | ------------------------------------------- | ---- | ------ |
| 1       | Louise Forsyth        | Melilla Ciudad del Deporte La Salle         | 29   | [ 7 ]  |
| 2       | Marita Davydova       | Melilla Ciudad del Deporte La Salle (2)     | 30   | [ 8 ]  |
| 3       | Sieza Zenabou         | Lima-Horta Barcelona                        | 27   | [ 9 ]  |
| 4       | Marina Gea            | CAB Estepona Jardín de la Costa del Sol     | 27   | [ 10 ] |
| 5       | Gedna Capel           | Azul Marino Mallorca Palma                  | 28   | [ 11 ] |
| 6       | Marita Davydova (2)   | Melilla Ciudad del Deporte La Salle (3)     | 32   | [ 12 ] |
| 7       | Sarah Polleros        | Recoletas Zamora                            | 32   | [ 13 ] |
| 7       | Sieza Zenabou (2)     | Lima-Horta Barcelona (2)                    | 32   | [ 13 ] |
| 8       | Clara Che             | La Cordá de Paterna NB                      | 25   | [ 14 ] |
| 8       | Sara Castro           | Alter Enersun Al-Qázeres Extremadura        | 25   | [ 14 ] |
| 8       | Diana Cabrera         | Alter Enersun Al-Qázeres Extremadura (2)    | 25   | [ 14 ] |
| 8       | Cristina Soriano      | Innova-TSN Leganés                          | 25   | [ 14 ] |
| 8       | Faustine Parra        | Barça CBS                                   | 25   | [ 14 ] |
| 8       | / Sendy Basaez        | Fustecma NBF Castelló                       | 25   | [ 14 ] |
| 8       | Nerea Liste           | CB Arxil                                    | 25   | [ 14 ] |
| 9       | Sirena Tuitele        | Fustecma NBF Castelló (2)                   | 32   | [ 15 ] |
| 10      | Marina Gea (2)        | CAB Estepona Jardín de la Costa del Sol (2) | 30   | [ 16 ] |
| 11      | Bojana Stevanovic     | Vega Lagunera Toyota Adareva Tenerife       | 26   | [ 17 ] |
| 12      | Marina Gea (3)        | CAB Estepona Jardín de la Costa del Sol (3) | 30   | [ 18 ] |
| 13      | Juana María Molina    | Domusa Teknik ISB                           | 29   | [ 19 ] |
| 14      | Sarah Polleros (2)    | Recoletas Zamora (2)                        | 37   | [ 20 ] |
| 15      | Brianna Herlihy       | Unicaja Mijas                               | 37   | [ 21 ] |
| 16      | Lydia Rivers          | Vega Lagunera Toyota Adareva Tenerife (2)   | 30   | [ 22 ] |
| 17      | Aminata Sangare       | Innova-TSN Leganés (2)                      | 39   | [ 23 ] |
| 18      | Macarena Roldán       | Sernova Renovables Real Canoe               | 30   | [ 24 ] |
| 18      | Sara Zaragoza         | Sernova Renovables Real Canoe (2)           | 30   | [ 24 ] |
| 19      | / Jessie Edwards      | Domusa Teknik ISB (2)                       | 35   | [ 25 ] |
| 20      | Bojana Stevanovic (2) | Vega Lagunera Toyota Adareva Tenerife (3)   | 37   | [ 26 ] |
| 21      | Brianna Herlihy (2)   | Unicaja Mijas (2)                           | 35   | [ 27 ] |
| 22      | Aminata Sangare (2)   | Innova-TSN Leganés (3)                      | 32   | [ 28 ] |
| 23      | / Jessie Edwards (2)  | Domusa Teknik ISB (3)                       | 32   | [ 29 ] |
| 24      | Bojana Stevanovic (3) | Vega Lagunera Toyota Adareva Tenerife (4)   | 36   | [ 30 ] |
| 25      | Sara Zaragoza (2)     | Sernova Renovables Real Canoe (3)           | 26   | [ 31 ] |
| 26      | Alicia Flórez         | La Cordá de Paterna NB (2)                  | 40   | [ 32 ] |
| 27      | Lydia Rivers (2)      | Vega Lagunera Toyota Adareva Tenerife (5)   | 32   | [ 33 ] |
| 28      | Nerea Liste (2)       | CB Arxil (2)                                | 42   | [ 34 ] |
| 29      | Brianna Herlihy (3)   | Unicaja Mijas (3)                           | 33   | [ 35 ] |
| 30      | Diana Cabrera (2)     | Alter Enersun Al-Qázeres Extremadura (3)    | 29   | [ 36 ] |
| PO C-I  | Brianna Herlihy (4)   | Unicaja Mijas (4)                           | 31   | [ 37 ] |
| PO C-V  | Marina Gea (4)        | CAB Estepona Jardín de la Costa del Sol (4) | 30   | [ 38 ] |
| F4      | Ruth Sherrill         | CAB Estepona Jardín de la Costa del Sol (5) | 29,5 | [ 39 ] |

## Postemporada
Ascendieron a Liga Femenina:
- Innova-TSN Leganés (Campeonas de liga regular).
- CAB Estepona Jardín de la Costa del Sol (Campeonas de playoffs de ascenso).

Descendieron de Liga Femenina:
- Osés Construcción Ardoi.
- Celta Femxa Zorka.

Descendieron a Liga Femenina 2:
- CB Arxil.
- Horbisa Spirit Greenkw Barakaldo.

Ascendieron desde Liga Femenina 2:
- Doc Gardenstore Baloncesto Sevilla Femenino.
- Bosonit Unibasket.